# Кристиансанн
Кри́стиансанн (норв. Kristiansand, ранее было принято написание Christianssand) — город и коммуна в Норвегии, в фюльке Вест-Агдер. Административный центр фюльке и крупнейший город Сёрланна (Южной Норвегии).
Кристиансанн — пятый по величине город в Норвегии и столица Южной Норвегии.
Помимо самого Кристиансанна в коммуне Кристиансанн расположен ряд мелких поселений: Сколевик (на острове Флеккерёй), Страй, Юствик и Твейт.
Благодаря своему мягкому климату город популярен у норвежских туристов. Здесь также расположен крупнейший в Норвегии зоопарк, уступающий в стране по числу посетителей лишь комплексу Хольменколлен в Осло.
Кристиансанн является важным транспортным узлом: он связан железной дорогой с Осло и Ставангером и паромным сообщением с датскими городами Ханстхольм и Хиртсхальс. Возле города также имеется международный аэропорт с регулярными рейсами в крупнейшие города Норвегии и ряд городов Европы.

## История
Район нынешнего Кристиансанна при впадении реки Утра (Otra) в пролив Скагеррак был заселён ещё в доисторические времена.

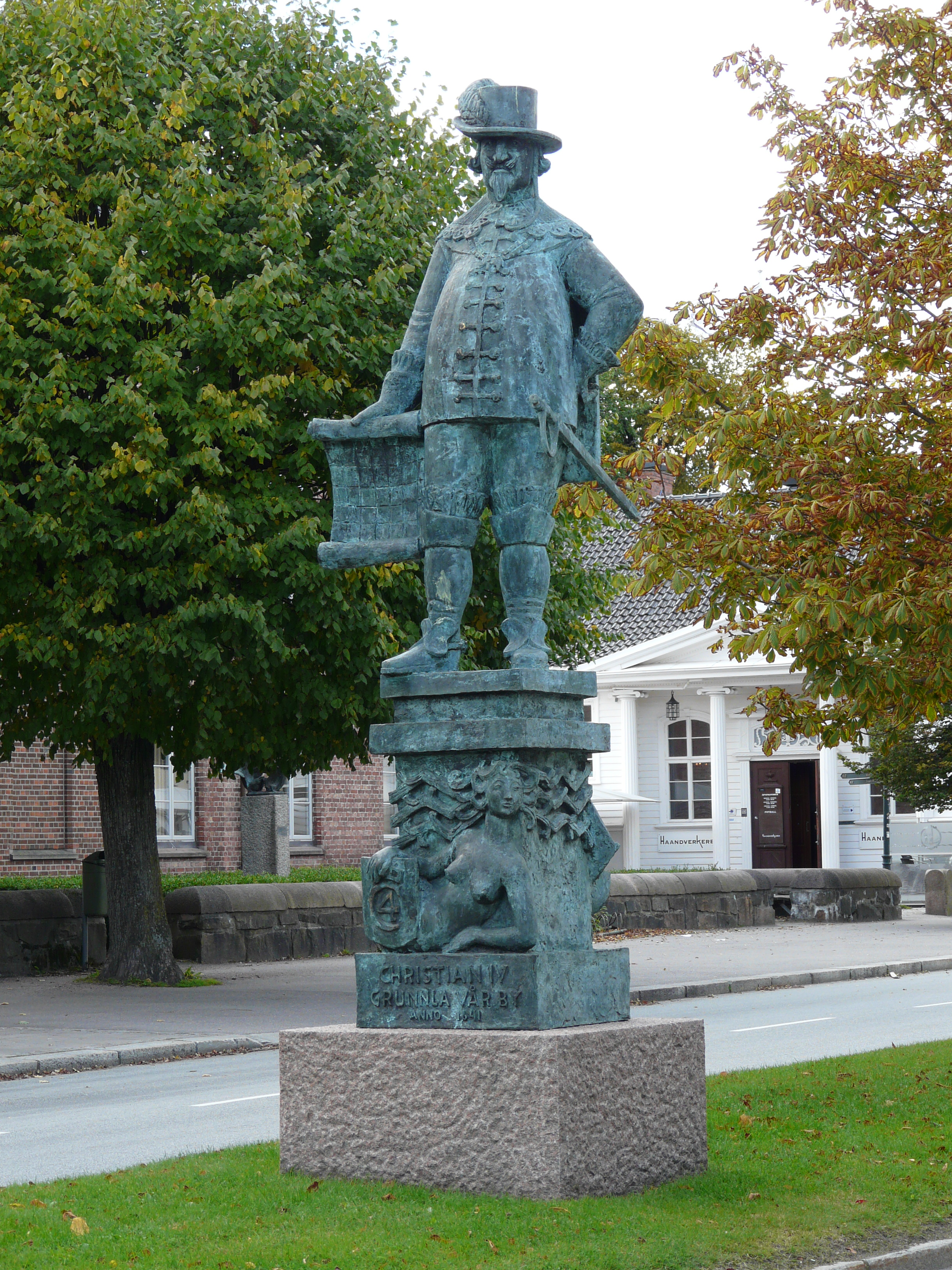
Памятник королю Кристиану IV в Кристиасанне.

Расположенная в Кристиансанне церковь Оддернес была построена около 1040 года.
Нынешний город был основан в 1641 году датским королём Кристианом IV, в честь которого он и получил своё название. Кристиансанн был построен в соответствии с регулярным планом с перпендикулярным расположением улиц. Всем купцам Южной Норвегии, переехавшим в новый город, были предоставлены различные привилегии, — в частности, освобождение от налогов на 10 лет.
В 1666 году в Кристиансанне был размещён военный гарнизон. В 1682 году сюда была переведена епископская кафедра из Ставангера.
В 1734 году в Кристиансанне случился большой пожар, однако после этого началось бурное развитие города, продолжавшееся до блокады датско-норвежской торговли в ходе наполеоновских войн. Особенное развитие получило кораблестроение.
Городская ратуша появилась в Кристиансанне в 1863 году. В 1892 году в городе произошёл второй крупный пожар. Продолжалось развитие промышленности, в частности, был создан крупный завод по обработке никеля. Процветанию города способствовал и его статус как нейтрального порта в ходе Первой мировой войны.
Во время захвата Норвегии во Вторую мировую войну город значительно пострадал от нападения немецких войск.

## Климат

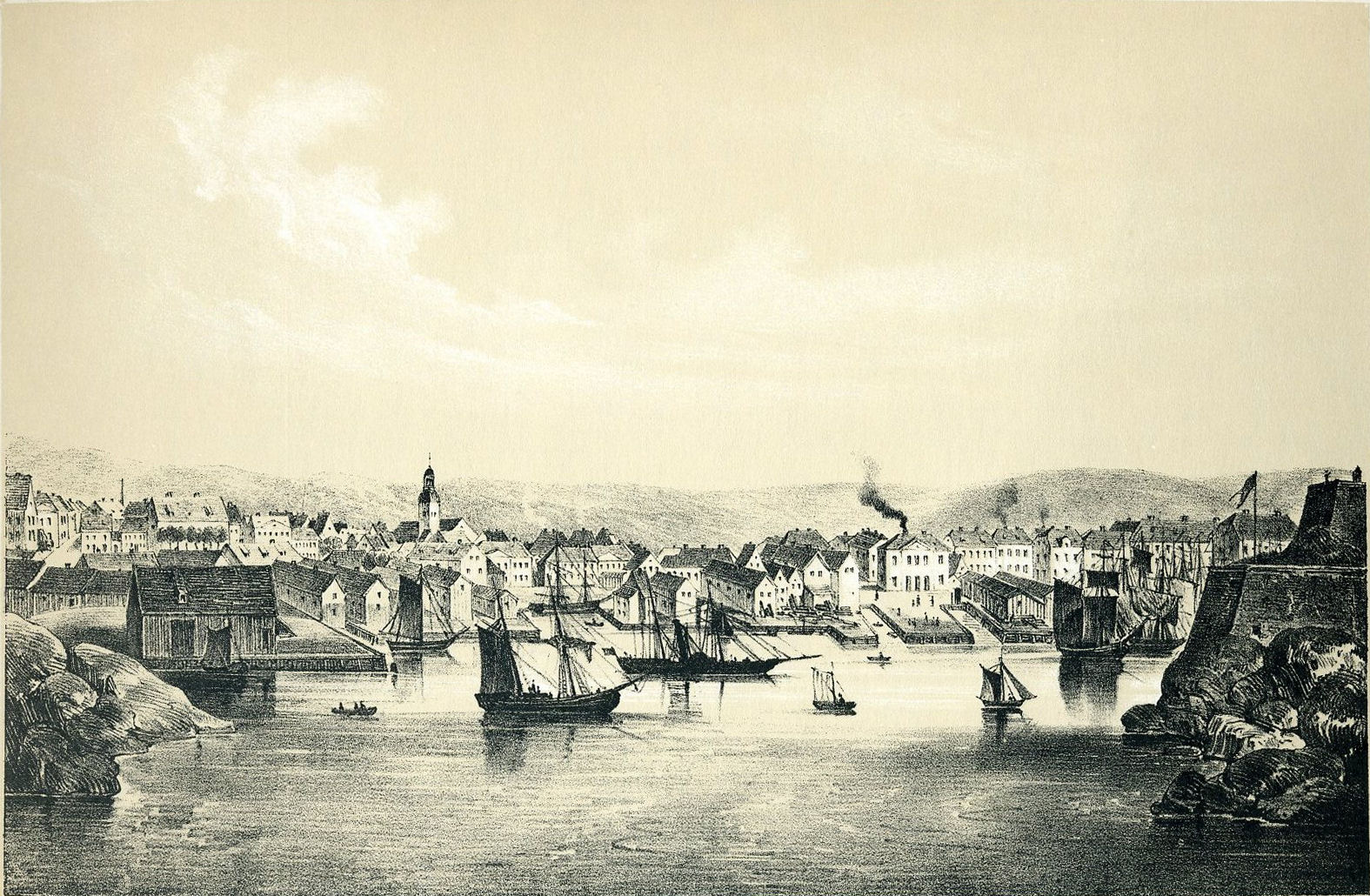
Литография, показывающая город Кристиансанн в XIX веке, до сильного пожара в 1892 году.

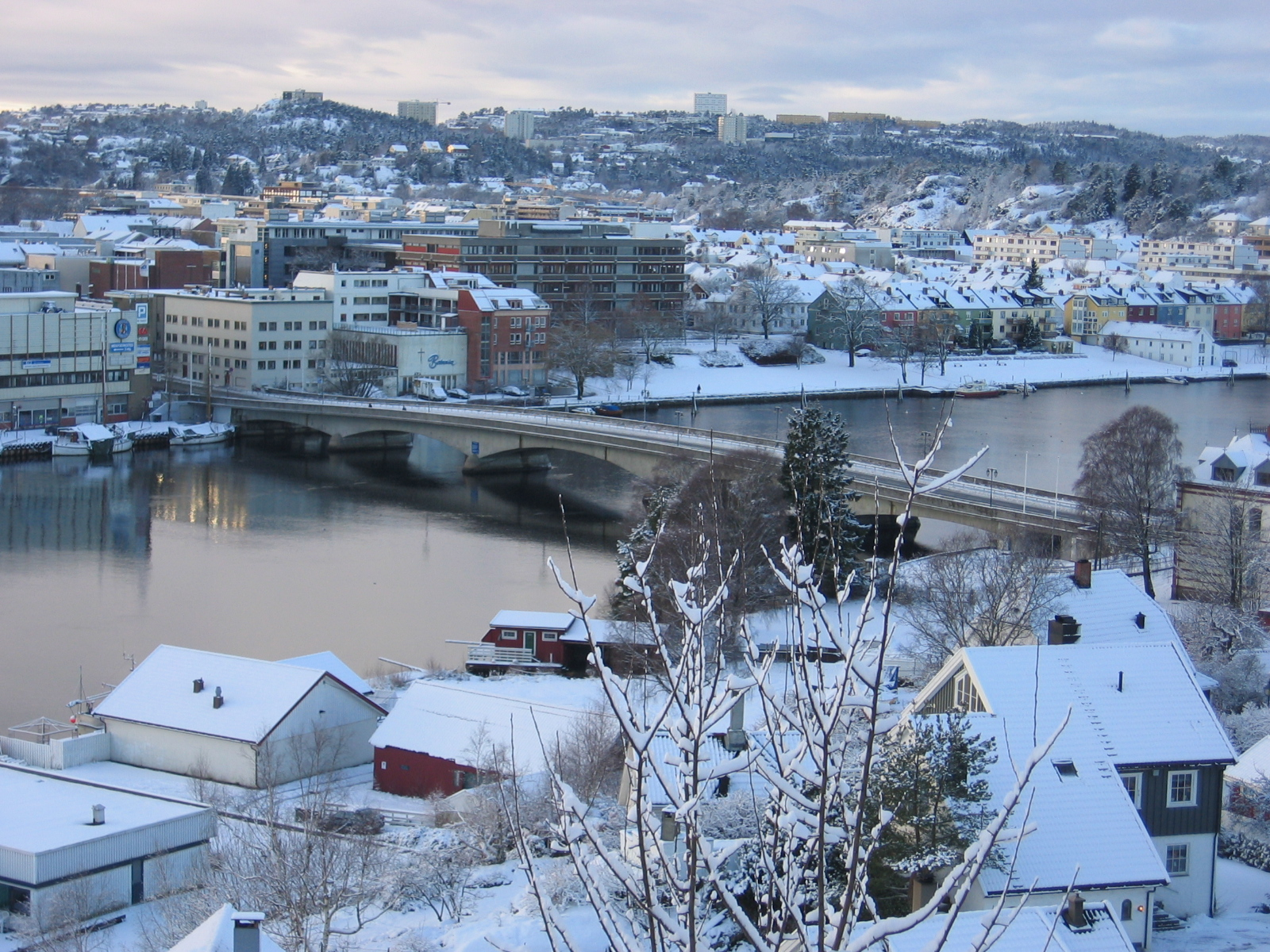
Река Утра (Otra) в Кристиансанне

| Показатель              | Янв. | Фев. | Март | Апр. | Май  | Июнь | Июль | Авг. | Сен. | Окт. | Нояб. | Дек. | Год  |
| ----------------------- | ---- | ---- | ---- | ---- | ---- | ---- | ---- | ---- | ---- | ---- | ----- | ---- | ---- |
| Средний максимум, °C    | 1,3  | 1,9  | 4,4  | 8,9  | 14,3 | 18,6 | 20,1 | 19,3 | 15,6 | 11,4 | 6,2   | 3,0  | 10,5 |
| Средний минимум, °C     | −4,8 | −5,1 | −2,2 | 0,7  | 5,6  | 9,4  | 11,1 | 10,4 | 7,8  | 4,7  | 0,2   | −3,4 | 2,9  |
| Норма осадков, мм       | 121  | 80   | 87   | 59   | 86   | 75   | 88   | 118  | 141  | 164  | 164   | 116  | 1299 |
| Источник: World Weather |      |      |      |      |      |      |      |      |      |      |       |      |      |

## Достопримечательности
- Кристиансаннский собор (1885)
- Кристиансаннский зоопарк
- Музей Кристиансанна, Сёрланнский музей искусств, Музей естественной истории и ботанический сад.
- Крепости Фредриксхолм и Кристиансхолм

## Города-побратимы
- Гдыня, Польша
- Керава, Финляндия
- Летчуэрт, Великобритания

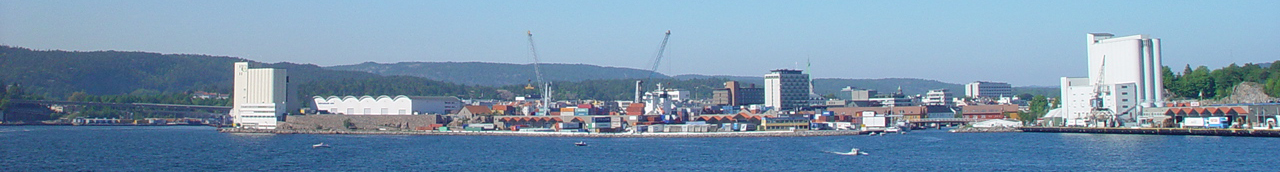
Порт Кристиансанн

- Мюнстер, Германия
- Орлеан, Франция
- Раджшахи, Бангладеш
- Рейкьянесбайр, Исландия
- Тролльхеттан, Швеция
- Йёрринг, Дания